# X Japan
(Slogan degli X Japan, dal quale è stato coniato il termine Visual kei)
Gli X Japan (エックスジャパン?, Ekkusu Japan), originariamente chiamati X (エックス), sono un gruppo Heavy metal originario di Chiba, Giappone, in attività dal 1982 al 1997; dopo essersi sciolto a causa di alcune divergenze, si è riformato nel 2007.
Per essere stati cronologicamente fra i primi gruppi del genere, e per la grande influenza esercitata su quelle a seguire, gli X Japan sono considerati i fondatori del visual kei. Gli X Japan sono considerati tra i maggiori artisti della storia del rock giapponese. Detengono il record assoluto di affluenza al Tokyo Dome, avendolo mandato sold out per 18 volte.
Il nome del gruppo, inizialmente provvisorio, è stato mantenuto dandogli il significato di «infinite possibilità»: al contrario di un nome più chiaro e didascalico, la X è un'incognita ambigua e quindi può significare qualunque cosa e, di conseguenza, dare modo alla band di esprimersi in qualunque modo.

## Storia del gruppo

### La nascita degli X (1982-1992)
Il primo nucleo del gruppo si forma nel 1977 quando i due amici di infanzia Yoshiki Hayashi e Toshimitsu Deyama iniziano a suonare insieme.
Nel 1979 Yoshiki e Toshi decidono di intraprendere la carriera musicale, fondano così i Dynamite, rinominati poi Noise, che poco dopo, nel 1982, cambieranno nome in X. In questo periodo fino al 1986 la band sarà un quartetto formato da Yoshiki (batteria) e Toshi (passato dalla chitarra alla voce solista), ai quali si aggiungeranno vari chitarristi e bassisti, che non rimarranno stabilmente nella formazione (tra i quali ci saranno Pata e Taiji).
Il gruppo diventa presto molto popolare nella scena indie, e rilascia alcuni demo tape. Nel 1986 torna nel gruppo TAIJI come bassista stabile. Nel 1987, infine, grazie al ritorno di Pata ed all'aggiunta di Hide alle chitarre, gli X sono al completo.
Inizialmente non riescono a trovare una casa discografica disposta a produrre i loro dischi, di conseguenza Yoshiki pensa di crearne una propria grazie all'aiuto della madre che decide di sacrificare l'impresa di famiglia per la causa. Nasce così la Extasy Records.
Iniziano pubblicando alcuni singoli, e nel 1988 pubblicano il loro primo album, Vanishing Vision, che ottiene un ottimo successo. Nel 1989, dopo aver firmato per la Sony Music pubblicano il loro secondo album, Blue Blood, album che consacra il gruppo, facendolo diventare il più gettonato di tutto il Giappone. Sempre nello stesso anno vincono diversi premi, e i singoli Kurenai e Endless Rain superano entrambi più di un milione di copie.
Durante il tour di autunno, in un concerto, Yoshiki ha un collasso, probabilmente dovuto al suo modo di suonare la batteria, avvenimento che ha fatto preoccupare non poco i fan degli X.
La fama degli X continua ad aumentare ininterrottamente, ma nel 1992, Taiji lascia il gruppo, a causa di alcuni contrasti con Yoshiki sulla direzione artistica e la gestione del gruppo.

### L'era X Japan negli anni novanta (1992-1997)
Dopo diversi provini, Taiji viene sostituito da Hiroshi Morie, detto HEATH. In questa occasione il gruppo modifica il proprio nome in X Japan, a causa dell'omonimia con un gruppo punk rock statunitense, gli X. Nel 1993 gli X Japan annullano il contratto con la Sony per poi passare alla casa discografica Atlantic Records. Sempre nel 1993 esce Art of Life, un mini album contenente un'unica canzone, lunga circa 29 minuti. Nel 1994 Hide pubblica il suo primo album solista, Hide Your Face. In questo periodo Yoshiki collabora con Roger Taylor, batterista dei Queen, nel singolo Foreign Sand, con George Martin, produttore dei Beatles, con il quale realizza un album contenente arrangiamenti orchestrali dei più grandi successi degli X Japan, e partecipa insieme ad altri artisti alla compilation tributo ai Kiss, Kiss My Ass, proponendo un nuovo arrangiamento di uno dei loro maggiori successi, Black Diamond.
Nel 1996 gli X Japan registrano Dahlia, il loro ultimo album. L'anno dopo Toshi annuncia di voler lasciare il gruppo per intraprendere la carriera solista. Prima dello scioglimento registrano un'ultima canzone, The Last Song e il 31 dicembre 1997 il gruppo da l'addio ai suoi fan in un memorabile concerto al Tokyo Dome, quello che verrà ricordato come il loro Last Live.

### Il post-scioglimento
A seguito dello scioglimento del gruppo, Yoshiki e Hide progettano di riformare la band, ma i loro piani verranno vanificati dall'improvvisa morte di Hide nel 1998. In occasione del funerale, gli X Japan regalano al pubblico la loro ultima esibizione, suonando al pianoforte Forever Love. Successivamente i membri del gruppo iniziano ad intraprendere diversi progetti solisti:
- Toshi proseguirà la carriera solista, cantando la musica scritta da Masaya
- Pata pubblicherà il suo secondo album solista, fonderà i Dope Headz assieme ad Heath, e successivamente i Ra:IN
- Heath pubblicherà alcuni album da solista e fonderà i Dope Headz
- Yoshiki, dopo alcuni anni di silenzio, sarà per un breve periodo nei globe, fonderà i Violet UK e successivamente gli S.K.I.N., oltre che partecipare a varie collaborazioni.

### Gli X Japan dopo la reunion (2007-2009)
A dieci anni dallo scioglimento, l'11 febbraio 2007 Toshi ha annunciato di essere stato contattato da Yoshiki in merito ad una ipotetica riunione degli X Japan.
A giugno la rivista Sport Nippon ha intervistato Yoshiki, il quale ha confermato che si sta prendendo effettivamente in considerazione l'idea di una riunione, per celebrare il decimo anniversario dallo scioglimento del gruppo. Le trattative con gli altri membri sono ancora in corso. Toshi ha inoltre affermato, in un messaggio pubblicato sul suo blog MySpace, di voler cantare una canzone che Yoshiki ha scritto poco dopo la morte di hide, intitolata Without You e presente in versione strumentale nell'album Eternal Melody II. Non è ancora nota una precisa data di uscita per questo singolo.

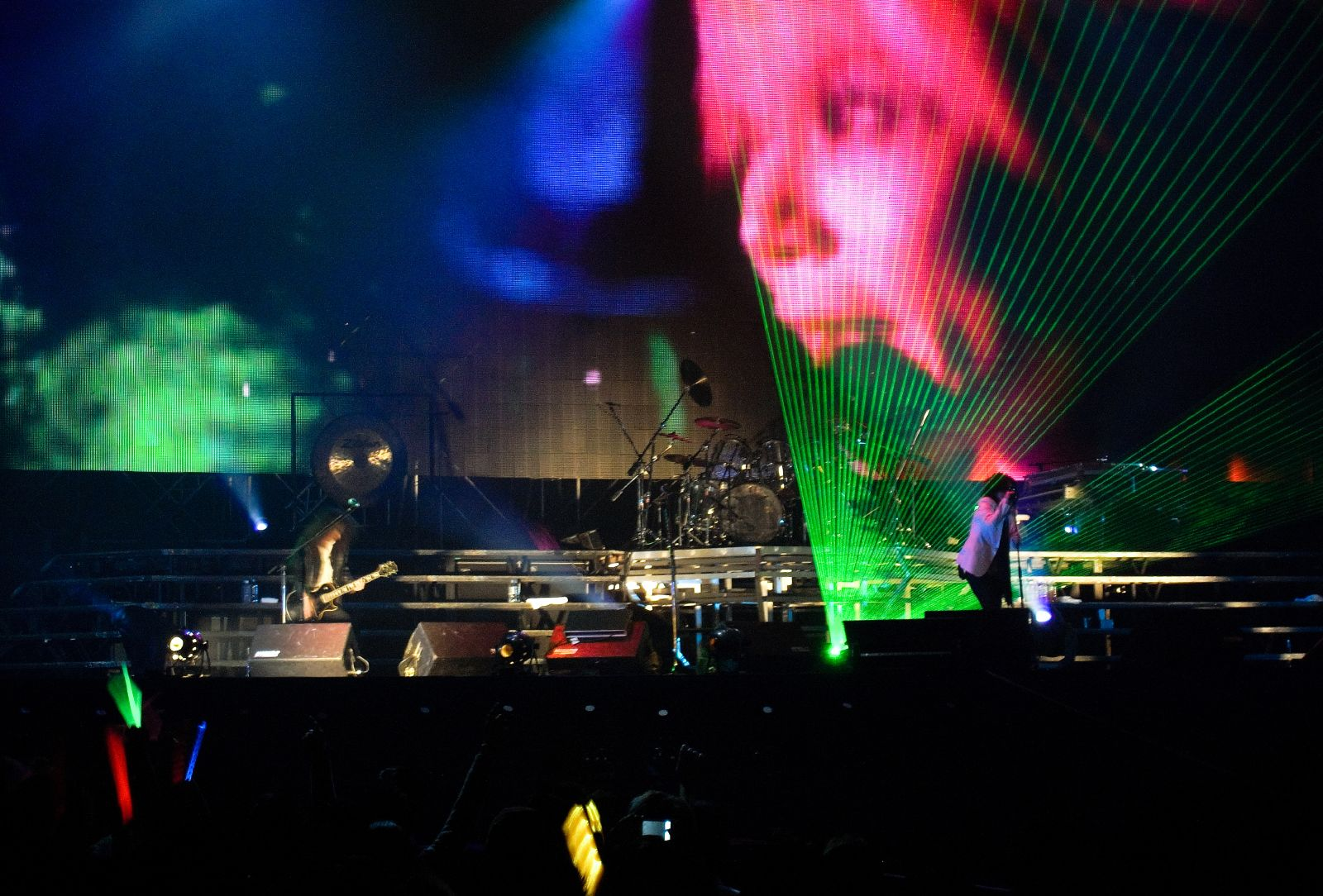
Gli X Japan durante un concerto ad Hong Kong nel 2009

L'8 luglio 2007 Yoshiki, ospite d'onore al Japan Expo a Parigi, ha puntualizzato che, in caso di riunione della band, essa rappresenterebbe solo ed esclusivamente un modo per porre fine al capitolo X Japan una volta per tutte. Ha inoltre accennato a possibili concerti in Giappone ed eventualmente in Europa nel caso in cui questo progetto venisse effettivamente realizzato.
La band apparirà nella colonna sonora del film horror Saw IV con una canzone intitolata I.V.. Scritta da Yoshiki, la canzone è completamente in inglese e comprende Toshi alla voce, Pata alla chitarra e Heath al basso. I.V. contiene materiale inedito scritto da hide. La band ha girato un video promozionale il 22 ottobre al Tokyo Odaiba Aqua City.
Nel 2008 i membri degli X Japan si sono riuniti per esibirsi in tre date consecutive (28, 29 e 30 marzo) a Tokyo. Le date previste erano inizialmente solo 2 ma l'incredibile velocità con cui furono venduti tutti i biglietti indusse gli organizzatori ad optare per 3 spettacoli. I 3 concerti sono stati denominati rispettivamente Night of Madness, Night of Destruction e Night of Creation. Durante il concerto sono stati montati sui maxi schermi delle parti di vecchi concerti per inserire anche il defunto Hide nel contesto. Tale tentativo ha raggiunto l'apice con l'apparizione dell'ologramma di hide sul palco durante l'esecuzione di Art of Life.
L'attuale formazione ha sostituito per questo concerto il defunto hide con Sugizo, chitarrista dei LUNA SEA; non è però sicura la sua permanenza fissa al gruppo, poiché gli X Japan ritengono hide insostituibile e preferirebbero ospitare guest star di volta in volta diverse.
Sempre nel 2008 sono stati annunciati altri due concerti, inizialmente fissati per le date seguenti, a Parigi il 5 luglio, a Taipei il 2 agosto e a New York il 13 settembre, ma per via della salute precaria di Yoshiki, il tour è stato rimandato.
Nel luglio del 2008 Yoshiki ha annunciato la data del concerto di Parigi, fissata per il 22 novembre al Palais Omnisport de Bercy, in seguito annullato. Il 16 settembre 2008 ha annunciato la data del concerto in Taiwan, fissata per il 14 febbraio 2009.
Sugizo, dopo le apparizioni come chitarrista di supporto nei recenti concerti, dal maggio 2009 viene ufficialmente dichiarato da Yoshiki il sesto membro del gruppo (infatti Hide continuerà ad apparire nella formazione ufficiale della band) continuando comunque il suo lavoro da solista come anche i suoi progetti futuri.

### Tournée in America (2010-oggi)
Il 9 gennaio 2010 il gruppo fa la sua prima apparizione pubblica degli Stati Uniti pubblicando quattro video musicali nuovi ad Hollywood. I quattro video che sono stati girati erano per Rusty Nail, Jade, Endless Rain e IV. Un video per Kurenai è stato anche girato il 14 gennaio in una località segreta, mentre ulteriori riprese continueranno fino a febbraio.
Il primo febbraio 2010, Yoshiki ha confermato che X Japan si esibiranno al Lollapalooza nel mese di agosto. Più tardi quel mese, Yoshiki ha annunciato in una conferenza stampa per la sua linea di gioielli che la band sarebbe stata trasferita a Los Angeles, California, con un concerto in programma a Los Angeles per segnare la prima esibizione ufficiale della band nel Nord America impiego prima del Festival Lollapalooza nel mese di agosto. In una recente intervista Yoshiki sostiene che X Japan hanno ricevuto offerte per suonare negli Stati Uniti. È stato anche annunciato che un sesto album è in lavorazione e dovrebbe essere pubblicato nel mese di agosto
Il 15 maggio 2010, la Midwest Animation Promotion Society sorprende i fan alla tredicesima Central Annual Anime and Manga Convencion con Yoshiki in visita alla Convenzione Masquerade per promuovere i prossimi concerti di agosto a Chicago, al Festival Lollapalooza. Durante tali concerti, la band suonerà la loro nuova canzone Born to Be Free. Questa nuova canzone sarà inclusa assieme a I.V e Jade nel nuovo studio album previsto per l'estate 2010.
Il 1º luglio 2010, il gruppo è apparso al Club Nokia di Los Angeles dove si è esibito una versione acustica di IV e ha registrato un video musicale del nuovo singolo Born to Be Free. Il gruppo ha anche pubblicato un nuovo video musicale di Rusty Nail.
Il 4 luglio 2010, Toshi e Yoshiki al pianoforte, hanno partecipato a Parigi al Japan Expo 2010, dove si sono esibiti in alcuni dei loro successi come IV e Rose of Pain.

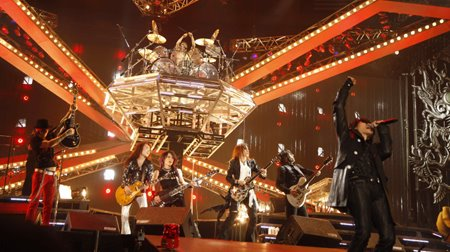
Gli X Japan in Francia nel 2010, con l'ex-bassista della band Taiji Sawada in veste di special guest, deceduto nel luglio 2011.

Il 14 e 15 agosto sono stati effettuati due concerti a Yokohama, con nuovo logo per la band e la partecipazione speciale dell'ormai riappacificato ex bassista Taiji (in entrambi gli show, esegue X).
Yoshiki annunciò inizialmente che il nuovo album degli X Japan sarebbe stato pubblicato verso la fine del 2011, tuttavia, ad oggi, non è stata resa nota alcuna data d'uscita ufficiale. L'album sarà composto per metà da nuove tracce (tra le quali Jade, si presume inoltre Without You, Born To Be Free, I.V e Scarlet Love Song) e per l'altra metà dai pezzi più famosi del gruppo, riregistrati e cantati in lingua inglese. Non è stata resa nota tuttavia la tracklist ufficiale dell'album. L'album verrà pubblicato probabilmente sotto la EMI Records, poiché la band ha firmato con la casa discografica un contratto della durata di tre anni.
Il 2 maggio 2011 viene pubblicato il singolo Scarlet Love Song -Buddah Mix-, mentre il 28 giugno 2011 viene pubblicato il singolo Jade, entrambi tramite iTunes. L'11 aprile gli X JAPAN hanno vinto il premio come miglior gruppo internazionale ai Golden Gods Awards, dopo essere diventati la prima band asiatica ad essere nominata in questo concorso.
L'8 novembre 2023 viene annunciata la morte del bassista Heath avvenuta nel mese precedente dopo una breve lotta con un cancro diagnosticato nei mesi precedenti quando era già in uno stato avanzato.

## Formazione

### Formazione attuale
- Toshi, vero nome Toshimitsu Deyama(出山 利三) - voce (1982-presente)

- Pata, vero nome Tomoaki Ishizuka (石塚 智昭?) - chitarra (1987-presente)

- Hide, vero nome Hideto Matsumoto (松本 秀人?) - chitarra, considerato ad honorem componente effettivo della band nonostante la morte (1987-1997)
- SUGIZO, vero nome Yune Sugihara (杉原 有音?) - chitarra, violino (live) (2009-presente)
- Taiji, vero nome Sawada Taiji (沢田 泰司?) - basso, considerato ad honorem componente effettivo della band nonostante la morte (1985; 1986-1992)
- Heath, vero nome Hiroshi Morie (森江 博?) - basso, considerato ad honorem componente effettivo della band nonostante la morte (1992-2023)
- Yoshiki, vero nome Yoshiki Hayashi (林 佳樹?) - batteria, pianoforte, tastiere (1982-presente)

### Ex componenti
I seguenti ex-componenti fanno parte delle formazioni precedenti alla formazione stabile
- Yuji "Terry" Izumisawa (泉沢裕二?, Izumisawa Yuji) – chitarra (1982–1985)
- Tomoyuki "Tomo" Ogata – chitarra (1984–1985)
- Atsushi Tokuo – basso (1984–1985)
- Kenichi "Eddie Van" Koide (小出健一?, Koide Kenichi) chitarra (1985)
- Yoshifumi "Hally" Yoshida (吉田良文?, Yoshida Yoshifumi) – chitarra (1985)
- Mita "Zenon" Kazumitsu (三田一光?, Kazumitsu Mita) – chitarra (1985–1986)
- Hisashi "Jun/Shu" Takai (高井寿?, Takai Hisashi) – chitarra (1985, 1986)
- Hikaru Utaka (宇高光?, Utaka Hikaru) – basso (1985–1986)
- Masanori "Kerry" Takahashi (高橋雅則?, Takahashi Masanori) – chitarra (1986)
- Satoru Inoue (井上悟?, Inoue Satoru) – chitarra (1986)
- Isao – chitarra (1987)

## Discografia
- 1988 – Vanishing Vision
- 1989 – Blue Blood
- 1991 – Jealousy
- 1993 – Art of Life
- 1996 – Dahlia

## Videografia
- 1987 - Xclamation VHS
- 1988 - Xclamation 88 VHS
- 1989 - THANX～愛をこめて～ VHS
- 2000 - Clips VHS e DVD
- 2001 - Blue Blood Tour: Bakuhatsu Sunzen Gig LD, VHS e DVD
- 2001 - 刺激! Visual Shock Vol.2.0 LD, VHS e DVD
- 2001 - Visual Shock Vol. 2.5: Celebration LD, VHS e DVD
- 2001 - Visual Shock Vol.3 刺激 ～夢の中にだけ生きて～ LD, VHS e DVD
- 2001 - Visual Shock Vol. 3.5: Say Anything ~ Ballad Collection LD, VHS e DVD
- 2001 - Visual Shock Vol. 4.0 破滅に向かって On The Verge Of Destruction LD, VHS, DVD
- 2001 - Clips II VHS e DVD
- 2002 - Dahlia Tour Final 1996 VHS e DVD
- 2002 - Dahlia the Video "Visual Shock Vol. 5 Part I" VHS e DVD
- 2002 - Dahlia the Video "Visual Shock Vol. 5 Part II" VHS e DVD
- 2002 - The Last Live Video VHS & DVD
- 2003 - Art of Life 1993.12.31 Tokyo Dome DVD
- 2007 - Aoi Yoru Complete Edition DVD
- 2007 - Shiroi Yoru Complete Edition DVD
- 2007 - Aoi Yoru Shiroi Yoru Complete Edition Boxset DVD
- 2008 - RETURNS 1993.12.30 Complete Edition DVD
- 2008 - RETURNS 1993.12.31 Complete Edition DVD
- 2008 - RETURNS 1993.12.30/1993.12.31 Complete Edition Boxset DVD
- 2008 - Visual Shock DVD Box 1989-1992 DVD
- 2013 - Blu-ray BOX Blu-ray